# L'Épouse outragée
L'Épouse outragée (The Provoked Wife) est une comédie de la Restauration écrite par le dramaturge et architecte anglais John Vanbrugh en 1697, peu après La Rechute ou la Vertu en danger. Tout comme cette dernière, la pièce fut conçue pour la troupe théâtrale de Vanbrugh, et jouée par elle, mais elle adopte un ton différent.
Tandis que La Rechute avait été rédigée dans un phrasé simple et robuste, susceptible de convenir à des acteurs amateurs ou modestes, Vanbrugh a spécialement adapté L'Épouse outragée aux grands acteurs de l'époque que sont Thomas Betterton, Elizabeth Barry et l'étoile montant Anne Bracegirdle, en dotant la pièce de personnages profonds et nuancés.
La pièce de Vanbrugh a été traduite en français et imprimée à Londres en 1700 : La femme poussée à bout : comédie / traduite de la pièce anglaise [de John Vanbrugh] intitulée "The provok’d wife". Sur l'imprimé à Londres : chez J. Wite, 1700 (catalogue BNF).
Cette traduction est attribuée à Charles de Saint-Évremond, car elle figure aussi dans un recueil de Mélanges curieux des meilleures pièces qui sont attribuées à M. de Saint-Evremond, et de quelques autres ouvrages rares ou curieux (Amsterdam, 1726, tome I), mais l’éditeur dit simplement que cette traduction « peut servir d’éclaircissement à ce que Mr. de St. Evremond a dit de la Comédie Anglaise » (Préface, p. XIII), ce qui laisse entendre que le texte français n’est pas de Saint-Evremond.